# Predrag Radosavljević
Predrag Radosavljević (en serbio: Предраг Радосављевић, Belgrado, Yugoslavia, 24 de junio de 1963), conocido simplemente como Preki (Преки) es un exfutbolista y entrenador serbio-estadounidense. Es segundo entrenador en el Seattle Sounders FC desde 2018.
Preki tuvo una importante trayectoria profesional tanto en Europa como en América del Norte, además de haber sido miembro de la selección de fútbol de los Estados Unidos luego de nacionalizarse en dicho país.

## Clubes

### Como jugador
| Club                             | País           | Año       |
| -------------------------------- | -------------- | --------- |
| Estrella Roja                    | Yugoslavia     | 1982-1985 |
| Tacoma Stars (fútbol sala)       | Estados Unidos | 1985-1990 |
| Råslätts SK                      | Suecia         | 1990      |
| St. Louis Storm (fútbol sala)    | Estados Unidos | 1990-1992 |
| Everton                          | Inglaterra     | 1992-1994 |
| San Jose Grizzlies (fútbol sala) | Estados Unidos | 1994-1995 |
| Portsmouth                       | Inglaterra     | 1994-1995 |
| Kansas City Wizards              | Estados Unidos | 1996-2000 |
| Miami Fusion                     | Estados Unidos | 2001      |
| Kansas City Wizards              | Estados Unidos | 2002-2005 |

### Como entrenador
| Club                            | País           | Año           |
| ------------------------------- | -------------- | ------------- |
| Chivas USA                      | Estados Unidos | 2007-2009     |
| Toronto FC                      | Canadá         | 2009-2010     |
| Sacramento Republic             | Estados Unidos | 2014-2015     |
| Saint Louis FC                  | Estados Unidos | 2017          |
| Seattle Sounders FC (asistente) | Estados Unidos | 2018-presente |

## Palmarés

### Títulos nacionales
| Título             | Club                | País           | Año  |
| ------------------ | ------------------- | -------------- | ---- |
| MLS Cup            | Kansas City Wizards | Estados Unidos | 2000 |
| Supporters' Shield | Kansas City Wizards | Estados Unidos | 2000 |
| U.S. Open Cup      | Kansas City Wizards | Estados Unidos | 2004 |

### Distinciones individuales
| Distinción                    | Año  |
| ----------------------------- | ---- |
| Jugador Más Valioso de la MLS | 1997 |
| Jugador Más Valioso de la MLS | 2003 |